# Коннектикутская хартия 1662 года
Коннектикутская хартия — королевская хартия, выданная колонии Коннектикут в 1662 году, в которой король Карл II признавал за жителями колонии все их ранее существующие права, утвердил существующую форму правления и полномочия правительства, и определил границы колонии. Утверждённые хартией принципы управления колонией просуществовали в Коннектикуте вплоть до принятия первой конституции Коннектикута в 1818 году.
В 1660 году к власти в Англии вернулась династия Стюартов, что вызвало тревогу в колонии Коннектикут, которая была основана властями колонии Массачусетс и не имела официального королевского признания. Губернатор Джон Уинтроп-Младший отправился в Англию, добился выдачи Хартии, и вернулся в Коннектикут, где 9 октября 1662 года она была подтверждена Генеральным Собранием колонии. Хартия заменила собой Фундаментальные правила 1639 года, хотя не изменила принципы управления. Хартия гарантировала коннектикутцам все права и свободы англичан, губернатор получил дополнительные полномочия, и король признал за колонией права на все земли к западу вплоть до Тихого океана. Колония Нью-Хэйвен попала в границы Коннектикута, что привело к объединению колоний в 1665 году.
В 1686 году был образован Доминион Новая Англия и его правитель Андрос объявил хартию недействительной, и попытался конфисковать её, но жители колонии спрятали её в дубе, который стал известен как Дуб Хартии. В 1689 году Доминион был расформирован и хартия снова вступила в силу. Летом 1776 года, уже после принятия декларации независимости США, правительство Коннектикута освободило жителей колонии от клятвы верности королю, но не принято своей конституции, и штат Коннектикут продолжал формировать правительство по принципам хартии 1662 года.